# Celler Cooperatiu Alella Vinícola
El Celler Cooperatiu Alella Vinícola és un celler cooperatiu del municipi d'Alella (Maresme) que forma part de l'Inventari del Patrimoni Arquitectònic de Catalunya. L'edifici va ser construït el 1907 segons un projecte de Jeroni Martorell.

## Descripció
El projecte original preveia un seguit de cinc grans naus paral·leles, per a l'elaboració del vi, amb un pati i un altre cos destinat a dependències del sindicat. A la part de dalt del terreny es construí el moll de descàrrega, a continuació la zona de fermentació i, més avall, les tres naus de criança, que a través del pati connectaven amb les oficines. Les dues altres naus previstes no es van construir. Les naus construïdes, a l'exterior, es van fer amb tramades horitzontals i verticals de maó i llenços de pedra; a l'interior, les naus es van comunicar per set arcs equilibrats o parabòlics de maó, que ressalten de les parets emblanquinades.A les cobertes, que eren suportades per encavallades de fusta, s'hi van obrir lluernes. L'edifici de les oficines era de marcat caràcter historicista neogòtic.
El 1946, el mateix Jeroni Martorell va reprendre les obres, que van concloure amb l'edifici que ha arribat als nostres dies, amb vuit naus paral·leles d'aspecte més auster que les antigues, de les quals, la que té façana a la carretera és flanquejada per una torre; aquest últim cos és arrebossat i emblanquinat; la porta d'accés, a la torre, té a la llinda l'escut del sindicat. Recentment, s'hi ha fet una remodelació dels espais.

## Història

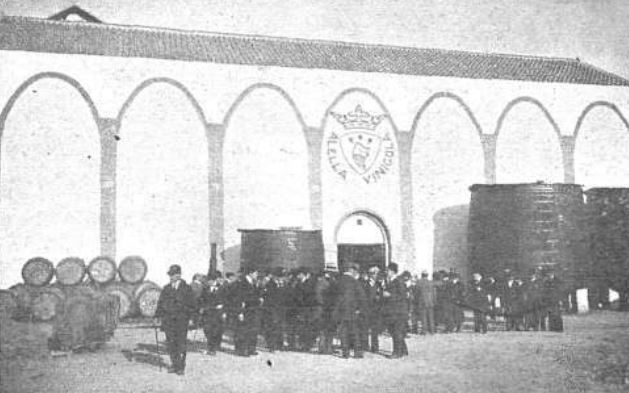
Any 1909

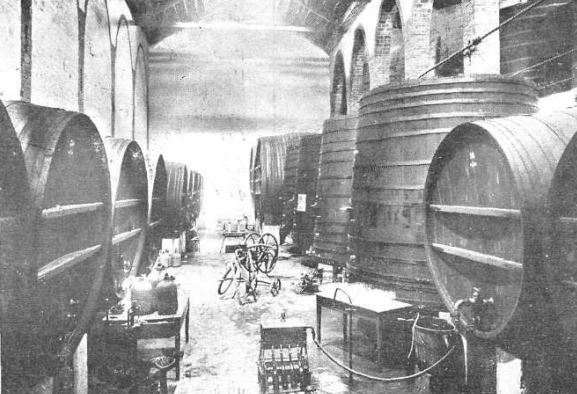
Interior (1909)

El 15 de juliol de 1906 es va fundar el sindicat Alella Vinícola, arran del desprestigi assolit pel vi d'Alella el segle xix. El president honorari fou Ferran Fabra i Puig, segon marquès d'Alella i el primer secretari, l'escultor Josep Maria Barnadas i Mestres. Pel setembre del mateix any, l'arquitecte Jeroni Martorell i Terrats va rebre l'encàrrec de fer el projecte del celler i de la seu del Sindicat. (Martorell i Barnades havien col·laborat en algun projecte.) Pel novembre de 1907, però, de tot el conjunt que s'havia de construir només s'havien fet tres naus. Barnadas va tallar algun element del conjunt, com ara la insígnia del pilar d'entrada al pati de premses. Durant els anys trenta, es van plantejar l'ampliació del celler, cosa que no es dugué a terme, però, fins al 1946, en què es va tornar a contractar Jeroni Martorell (1947-1953) i el celler va adoptar la fesomia actual, amb vuit naus paral·leles, d'aspecte més auster que les antigues; és en aquest moment quan es construeix el cos de façana amb una torre angular.
A partir del 1970, la producció va minvar. El 1998 va comprar el celler l'empresa Alella Can Jonc. Els arquitectes Francesc Baleñà Comas I Joaquim Font Ribas va dur a terme una remodelació dels espais.